# Amina Tyler
Amina Tyler (Arabisch: أمينة تيلر) geboren als Amina Sboui (Arabisch: أمينة السبوعي) (Tunis, 7 december 1994) is een Tunesische student, vrouwenrechtenactivist en voormalig lid van FEMEN.

## Biografie

### Naaktfoto "Mijn lichaam is van mij"
Op 11 maart 2013 was Tyler (toen 19 jaar oud) de eerste Tunesische vrouw die een foto van zichzelf met een naakt bovenlichaam op Facebook postte, met daarop de zin "Mijn lichaam is van mij en niet de bron van de eer van wie dan ook" geschreven in het Arabisch. De foto werd beschouwd als een grof schandaal en ontketende een grote controverse in de Tunesische samenleving, vergelijkbaar met de naakte zelfportretten van de Egyptische activist Aliaa Elmahdy twee jaar eerder. Op 16 maart nodigde de populaire talkshowpresentator Naoufel Ouertani haar uit bij zijn programma op Ettounsiya, waarin ze door pixels onherkenbaar werd gemaakt. Ze legde uit dat ze niet voor seksuele redenen topless had geposeerd, maar om de bevrijding van vrouwen in een patriarchale samenleving te eisen.
Imam Adel Almi vaardigde een fatwa uit dat Tyler met 100 zweepslagen moest krijgen en daarna ter dood worden gestenigd.

### Gevangenneming
Op 19 mei 2013 schilderde ze de letters "FEMEN" op de muur van een begraafplaats in Kairouan om te protesteren tegen het jaarcongres van de salafistische partij Ansar al-Sharia. Ze werd gearresteerd en gebracht naar de Messaadine-gevangenis in Sousse. Ze kon maximaal 1 jaar celstraf krijgen.
Tylers vader, de arts Mounir Sbouï, zei in een interview met de Franse krant Libération dat zijn dochter een fout had gemaakt, maar geen misdaad had begaan. Hij was zelf lang een activist en campagnevoerder geweest van de socialistische partij Ettakatol, maar verliet de partij nadat deze toetrad tot de 'Trojka'-regering samen met Ennahda en Congres voor de Republiek. Hij zei zelfs trots te zijn op zijn dochter die "opkwam voor haar ideeën", die hem aan zijn eigen waarden herinnerde en deed inzien dat men actief moet zijn.
Er volgden internationale protesten om haar vrij te laten. Op 29 mei 2013 hielden drie FEMEN-leden in Tunis een topless protest om de vrijlating te eisen met de kreten "Free Amina!" en "A women's spring is coming!" (een verwijzing naar de Arabische Lente). Op 12 juni 2013 veroordeelde een Tunesische rechter de FEMEN-leden – een Duitse vrouw en twee Françaises – tot vier maanden en een dag celstraf wegens openbare onfatsoenlijkheid tijdens hun protest voor de vrijlating van Tyler. De demonstranten, Pauline Hillier, Marguerite Stern en Josephine Markmann, werden op 26 juni 2013 vrijgelaten nadat een Tunesische rechtbank hun celstraf ophief op voorwaarde dat ze hun verontschuldigingen aanboden. Toen ze de volgende dag in Frankrijk terugkeerden, trokken ze die echter weer in en onthulden de miserabele omstandigheden waarin ze gevangengehouden waren.
Amina Tyler werd op 29 juli 2013 vrijgesproken van minachting en laster, maar bleef gevangen in afwachting van een aparte zitting over de beschuldiging een begraafplaats te hebben ontheiligd.

### Later activisme
FEMEN-leden had protesten georganiseerd bij de Tunesische ambassade in Parijs waar ze scandeerden 'Amina akbar! FEMEN akbar!' (verwijzend naar de takbir) en bij de Grote Moskee van Parijs waarbij ze een vlag van de Jihad verbrandden. Toen Tyler in augustus 2013 vrijkwam uit de gevangenis, verklaarde ze de groep te verlaten uit protest, omdat ze meende dat FEMEN's acties in Parijs niet respectvol waren jegens andermans religie en de organisatie niet financieel transparant vond. Inna Shevchenko reageerde verbaasd: "Het is dankzij FEMEN dat Amina nu uit de gevangenis is."
In 2013 verhuisde Tyler naar Parijs, waar ze haar middelbaar onderwijs voltooide en als co-auteur haar autobiografie schreef en in februari 2014 publiceerde met de titel Mijn lichaam is van mij (ISBN 978-2259223157). Op Internationale Vrouwendag op 8 maart 2014 demonstreerde Tyler samen met zeven andere Arabische en Iraanse vrouwen, waaronder Maryam Namazie en Aliaa Elmahdy, naakt bij de Piramide van het Louvre voor vrouwenrechten, waarbij ze in het Frans leuzen scandeerden voor vrijheid, gelijkheid en secularisme (laïcité).